# Bathycongrus guttulatus
Bathycongrus guttulatus är en fiskart som först beskrevs av Günther, 1887.  Bathycongrus guttulatus ingår i släktet Bathycongrus och familjen havsålar. Inga underarter finns listade.